# Eric I de Dinamarca
Eric I, anomenat Eigod el Bo, fou rei de Dinamarca de 1095 a 1103. Era el cinquè dels catorze fills de Svend II, nascut aproximadament en 1056. Fou nomenat duc de Selàndia el 1080 després de la mort del seu germà Harald III i, després de la mort del seu germà Olav I, fou nomenat rei el 1095.
Mentre governà Selandià, nomenat pel seu germà Canut IV el Sant, sufocà una insurrecció el 1086. Una volta nomenat rei, ja al principi hagué de lluitar contra els pirates vàndals, als que derrotà, apoderant-se de la seva capital Wollin, la qual arrasà. També s'apoderà de la fortalesa d'Oldenburg i va sotmetre l'illa de Rügen.
El seu govern fou savi i imparcial, millorà l'administració, creà les gildas, corporacions destinades a vetllar per la seguretat del país, amenaçada sempre per l'estranger, visità a Bari el pontífex Urbà III, assolint la canonització del seu germà el rei Canut IV i l'elevació de la diòcesi de Lund a arquebisbat per a sostreure’s de la dominació de la metropolitana d'Hamburg, fundà el monestir d'Odensea dedicat a Sant Canut, les relíquies del qual foren traslladades a aquest temple el 1101 i serví de mitjancer per a restablir la pau entre els reis escandinaus el mateix any 1101. després d'haver nomenat regent dels seus Estats, durant la seva absència, al seu fill Harald Kesja i al seu nebot Adser, arquebisbe de Lund (1102), marxà amb la reina Bothild vers Jerusalem, passant per Rússia i morí a Pafos en l'illa de Xipre.
El succeí el seu germà Nicolau, a causa de la poca edat del seu únic fill legítim Canut.
A més, deixà diversos fills naturals, entre ells Harald Kesja, Eric II i Ragnhild, que fou mare d'Eric Lam.Erik III de Dinamarca